# Ajkulе čekićarkе
Ajkulе čekićarkе (Sphyrnidae) su porodica ajkula, tako nazvane zbog neobične i prepoznatljive strukture njihovih glava, koje su spljoštene i bočno proširene u oblik „čekića” koji se naziva cefalofoil. Većina čekićarskih vrsta smeštena je u rodu Sphyrna, dok je ajkula Eusphyra blochii smeštena u sopstvenom rodu, Eusphyra. Mnoge, mada ne nužno i međusobno isključujuće funkcije, postulirane su za cefalofoil, uključujući senzorni prijem, manevrisanje i manipulaciju plenom. Čekićarke se širom sveta nalaze u toplijim vodama duž obalskih linija i na kontinentalnim pragovima. Za razliku od većine ajkula, neke vrste čekićarki najčešće plivaju u jatima tokom dana, postajući samotni lovci tokom noći. Neke od ovih jata mogu se naći blizu ostrva Malpelo u Kolumbiji, ostrva Galapagos u Ekvadoru, Kokosovog ostrva kraj Kostarike, blizu Molokaja na Havajima, i kraj južne i istočne Afrike.

## Opis
Poznate vrste su u opsegu 0,9 do 6,0 m dužine i teže od 3 580 kg. One su obično svetlosive boje i imaju zelenkasti ton. Njihovi trbusi su beli, što im omogućava da se stapaju sa okeanom kada se posmatraju sa dna i da se prikradaju plenu. Njihove glave imaju bočne izbočine što im daje oblik čekića.
Čekićarke imaju neproporcionalno mala usta u odnosu na druge vrste ajkula. Takođe se zna da tokom dana formiraju jata, ponekad u grupama većim od 100. Uveče, poput drugih morskih pasa, postaju samotni lovci. Nacionalno geografsko društvo navodi da se čekićarke mogu naći u toplim tropskim vodama, i da tokom leta učestvuju u masovnim migracijama u potrazi za hladnijim vodama.

## Taksonomija i evolucija
Morski psi nemaju mineralizovane kosti i retko fosiliziraju, te se njihovi zubi najčešće nalaze kao fosili. Smatra se da su ajkule čekićarke usko povezane sa rodom Carcharhinus koji je evoluirao sredinom tercijarnog perioda. Prema DNK studijama, predak ajkula čekićarki verovatno je živeo u miocenskoj epohi pre oko 20 miliona godina.
Koristeći mitohondrijalnu DNK, putem filogenetskog stabla pokazano je da je Eusphyra blochii njihov bazalni član. Kako ta vrsta ima srazmerno najveći „čekić“ među ajkulama čekićaraka, može se pretpostaviti da su i prve predačke ajkule ovog tipa imale velike čekiće. Fosili pokazuju da su čekići možda razvijali ranije tokom paleocena.

### Cefalofoil
Prema jednoj teoriji glave u obliku čekića mogle su se barem delom razviti radi poboljšanja vida životinje. Pozicioniranje očiju, postavljeno na stranama karakteristične čekićaste glave, omogućava 360° vidljivost u vertikalnoj ravni, što znači da životinje mogu da vide iznad i ispod njih u svakom trenutku. Ranije se smatralo da oblik glave pomaže morskom psu da nađe hranu, da pomaže u manevrisanju na malim rastojanjima i da omogućava oštro okretno kretanje bez gubitka stabilnosti. Međutim, utvrđeno je da neobična struktura pršljena pomaže u ispravnom izvođenju zavoja, češće od oblika njegove glave, iako se ona takođe pomera i doprinosi podizanju. Po onome što se zna o kriloglavoj ajkuli, oblik čekića očigledno je povezan sa evoluiranom senzornom funkcijom. Kao i sve ajkule, čekićarke imaju elektroreceptorske senzorne pore nazvane Lorenzinijeve ampule. Pore na glavi ajkule vode do senzornih cevčica, koje detektuju struju elektriciteta koji otpuštaju druga živa bića. Distribucijom receptora nad širim područjem, poput veće radio antene, čekićarke mogu efikasnije da nalaze plen.

## Reprodukcija
Do razmnožavanje dolazi samo jednom godišnje kod ajkula čekićarki, a obično započinje tako što mužjak nasilno ugriza žensku dok ona ne pristane da se pari s njim. Ajkule čekićarke u imaju viviparni način reprodukcije, te ženke rađaju mlade. Kao i kod drugih ajkule, oplodnja je unutrašnja, s tim što mužjak prenosi spermu na ženku kroz jedan od dva intromitentna organa zvana klasperi. Razvijajući embrioni se isprva održavaju pomoću žumančane kesice. Kada se opskrba žumancetom iscrpi, iscrpljena žumančana vreća se pretvara u strukturu analognu placenti sisara (koja se naziva „placenta žumančane vreće” ili „pseudoplacenta”), kroz koju majka dostavlja hranu do rođenja. Jednom kada su rođeni, o njima roditelji ne vode brigu na bilo koji način. Obično se okot sastoji od 12 do 15 mladunac, osim velike čekićarke koja daje legla od 20 do 40 mladunaca. Ove bebe ajkula zgrću se zajedno i plivaju prema toplijoj vodi sve dok nisu dovoljno stare i velike da prežive same.
Godine 2007. je otkriveno da ajkula vrste Sphyrna tiburo ima sposobnost aseksualne reprodukcije automatskom partenogenezom, u kojoj se ženske jajne ćelije stapaju sa polarnim telom i formiraju zigote bez potrebe za mužjakom. To je bila prva ajkula za koju je poznato da ima tu sposobnost.

## Ishrana
Poznato je da ajkulе čekićarkе jedu širok opseg plena kao što su ribe (uključujući druge ajkule), lignje, hobotnice, i rakove. Pripadnici podreda Myliobatoidei su posebni favoriti. Ove ajkule često plivaju po dnu okeana, probijajući svoj plen. Svoje jedinstvene glave koriste se kao oružje pri lovu na plen. Ajkule čekićarke koriste svoju glavu da pritisnu raže i da ih pojedu dok su oslabljene raže u šoku. Velika čekićarka, koja ima tendenciju da bude veća i agresivnija od većine drugih čekićarki, povremeno se upušta u kanibalizam, jedući druge ajkule, uključujući i svoje mlade. Uz tipični životinjski plen, otkriveno je da se čekićarke hrane i morskom travom, koja ponekad čini čak polovinu sadržaja njihovog stomaka. Moguće je da je one nenamerno gutaju, mada je one mogu delimično svariti. Ovo je jedini poznati slučaj potencijalno omnivornih vrsta ajkula.

## Vrste
| Vrste | IUCN status        |
| ----- | ------------------ |
|       | Ugrožena           |
|       | Skoro ugrožena     |
|       | Nije procenjeno    |
|       | Ugrožena           |
|       | Nedovoljo podataka |
|       | Ugrožena           |
|       | Najmanje briga     |
|       | Ranjiva            |
|       | Ranjiva            |

## Odnos sa ljudima
Prema Međunarodnim podacima o napadima ajkula, ljudi su bili meta 17 dokumentovanih, neisprovociranih napada čekićarki iz roda Sphyrna od 1580. godine. Nije zabeležen ni jedan smrtni slučaj.
Velike i resaste čekićarke su navedene u Crvenoj listi Svetske zajednice za zaštitu prirode (IUCN) iz 2008. kao ugrožene, dok je vrsta Sphyrna tudes navedena kao ranjiva. Status koji je dat ovim ajkulama je ishod je prekomernog ribolova i potražnje za njihovim perajama, koja su skup delikates. Između ostalih, naučnici su izrazili zabrinutost zbog teškog stanja čekićarki na godišnjem sastanku Američkog udruženja za unapređenje nauke u Bostonu. Mlade ajkule plivaju uglavnom u plitkim vodama uz obale širom sveta kako bi izbegle predatore.
Peraja ajkula su cenjena je kao delikates u pojedinim zemljama Azije (poput Kine), i prekomerni ribolov dovodi mnoge ajkule čekićarke u rizik od izumiranja. Ribari koji ubiraju životinje tipično odrežu peraja a ostatak ribe, koja je često još uvek živa, bacaju nazad u more. Ova praksa je smrtonosna za ajkule.

## Spoljašnje veze
- Froese, Rainer; Pauly, Daniel; ур. (2011). "Sphyrnidae" на Фиш бејсу. [верзија на датум: February 2011]
- Animal Diversity Web Genus Sphyrna with species sub-pages
- "Electroreception in juvenile scalloped hammerhead and sandbar sharks" by Stephen M. Kajiura and Kim N. Holland,  The Journal of Experimental Biology (2002). Attempts to explain the "hammer" shape.
- Great hammerhead shark, Sphyrna mokarran, MarineBio.org
- „New shark discovered in US waters”. BBC News. 10. 6. 2006. Приступљено 9. 11. 2016.